# Flora of the Rocky Mountains
Flora of the Rocky Mountains (abreujat Fl. Rocky Mts.) és un llibre amb il·lustracions i descripcions botàniques que va ser escrit pel botànic suec-estatunidenc Per Axel Rydberg i publicat el 1917 amb el nom de Flora of the Rocky Mountains and adjacent plains : Colorado, Utah, Wyoming, Idaho, Montana, Saskatchewan, Alberta, and neighboring parts of Nebraska, South Dakota, North Dakota, and British Columbia.